# Нова Градишка

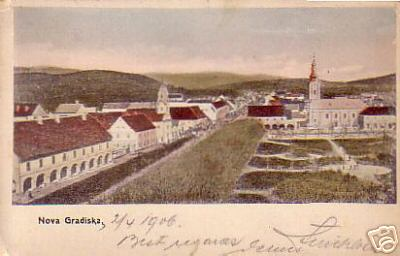
Нова Градишка в 1906 р.

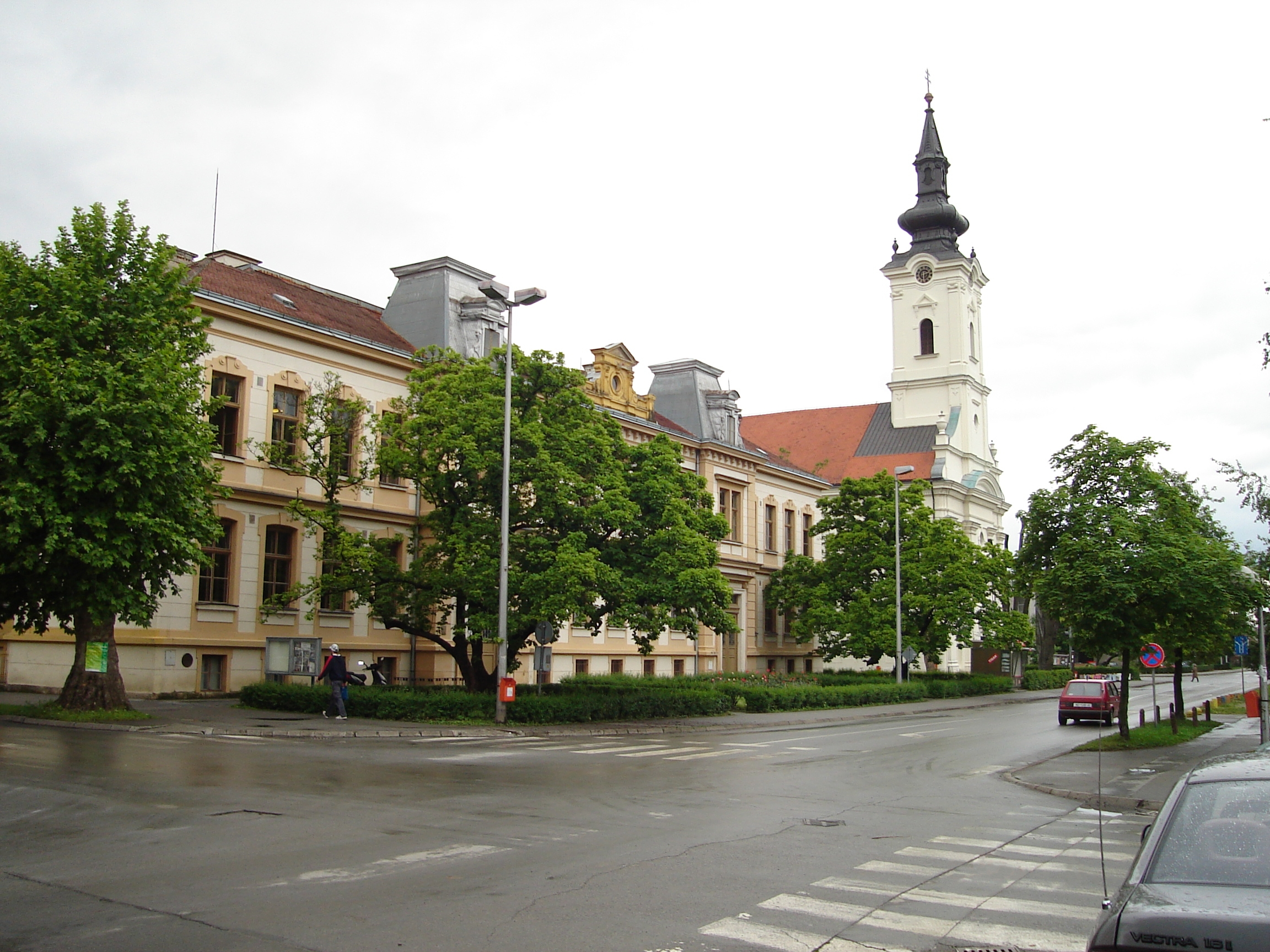
Центр. Вид на гімназію

Но́ва Гра́дишка (хорв. Nova Gradiška, нім. Neu-Gradischka або Neugradiska, раніше Friedrichsdorf, угор. Újgradiska) — місто в східній Хорватії з 15 833 жителями, розташоване приблизно за десять кілометрів на північ від річки Сави. Адміністративно входить до Бродсько-Посавської жупанії.

## Розташування
Нова Градишка займає дуже вигідне географічне положення. Автотраса А3 та пожвавлена залізнична лінія Загреб–Белград створюють поблизу Пан-європейський транспортний коридор № 10. Звідси також є можливість дістатися до Пожеги, Славонського Броду, Новска та до поблизького кордону з Боснією і Герцеговиною.

## Населення
Населення громади за даними перепису 2011 року становило 14229 осіб, 1 з яких назвала рідною українську мову. Населення самого міста становило 11821 осіб.
Динаміка чисельності населення громади:
Динаміка чисельності населення міста:

## Населені пункти
Крім міста Нова Градишка, до громади також входять:
- Ковачеваць
- Люпина
- Првча

## Історія
Нова Градишка часто йменується «наймолодшим містом у Хорватії». Засноване в 1748 році як солдатське поселення прикордонного гарнізону № 8 Військової границі часів Австро-Угорської імперії, прикордонне поселення спершу було названо іменем першого полководця Фрідріха Шмідта — Фрідріхсдорф. У 1750 році поселення було перейменовано на Нова Градишка. Місто з військового гарнізону дуже швидко переросло в осередок шовківництва, а потім і в торговельно-ремісничий центр. Місто прикрашає бароковий історичний центр. Воно названо на противагу фортеці початку нової доби Стара Градишка, розташованої приблизно за 20 км на північний захід на північному березі Сави біля прикордонного переходу до Боснії і Герцеговини, на території якої, якраз навпроти, розкинулося місто Градишка.

## Економіка
Нова Градишка входила до числа перших електрифікованих міст у Хорватії. З експортно-орієнтованих виробництв у місті слід виділити підприємство меблевої промисловості, чия продукція під маркою Степан Секулич продається в багатьох європейських країнах. Крім того, високо розвиненою галуззю є сільське господарство, яке, приміром, виробляє солод для бельгійських пивоварень. Через спустошення, заподіяні війнами в Югославії, рівень безробіття залишається дуже високим. У зв'язку з війнами в місті більше нема металургійної промисловості (колись найбільший роботодавець). Заводи, що нині працюють, у порівнянні з колишніми є тільки тінню себе самих. Сьогодні існує лише частинами деревна промисловість, а нещодавно до неї долучилося пивоварство. Тому успішно просувається велика ініціатива промислового парку.

## Клімат
Середня річна температура становить 11,47°C, середня максимальна – 26,23°C, а середня мінімальна – -5,49°C. Середня річна кількість опадів – 900 мм.
| Клімат міста                                  | Клімат міста | Клімат міста | Клімат міста | Клімат міста | Клімат міста | Клімат міста | Клімат міста | Клімат міста | Клімат міста | Клімат міста | Клімат міста | Клімат міста | Клімат міста |
| Показник                                      | Січ.         | Лют.         | Бер.         | Квіт.        | Трав.        | Черв.        | Лип.         | Серп.        | Вер.         | Жовт.        | Лист.        | Груд.        |              |
| Середній максимум, °C                         | 6,83         | 8,74         | 13,09        | 17,76        | 23,04        | 26,23        | 25,66        | 24,63        | 20,71        | 15,57        | 10,03        | 5,73         |              |
| Середня температура, °C                       | 0,66         | 2,57         | 6,92         | 11,59        | 16,88        | 20,07        | 21,74        | 20,74        | 16,81        | 11,68        | 6,12         | 1,83         |              |
| Середній мінімум, °C                          | −5,49        | −3,59        | 0,76         | 5,43         | 10,70        | 13,89        | 17,83        | 16,82        | 12,90        | 7,76         | 2,22         | −2,08        |              |
| Норма опадів, мм                              | 57           | 52           | 60           | 75           | 83           | 101          | 83           | 83           | 71           | 80           | 85           | 70           |              |
| Середньомісячна швидкість вітру, м/с          | 1.60         | 1.90         | 2.20         | 2.14         | 1.95         | 1.80         | 1.79         | 1.60         | 1.60         | 1.60         | 1.62         | 1.70         |              |
| Середньомісячна сонячна радіація, кДж/м²·день | 4317         | 7146         | 11005        | 15358        | 19453        | 21575        | 22435        | 20087        | 14941        | 9217         | 4874         | 3579         |              |
| --------------------------------------------- | ------------ | ------------ | ------------ | ------------ | ------------ | ------------ | ------------ | ------------ | ------------ | ------------ | ------------ | ------------ | ------------ |
| Джерело:                                      |              |              |              |              |              |              |              |              |              |              |              |              |              |

## Пам'ятки
Уваги туристів заслуговують обидві барокові церкви в середмісті. Крім того, місто, попри його невеликий розмір, має корсо, де можна знайти різноманітні крамниці та безліч кафе. Поряд з галереєю вартий уваги Міський музей.

## Видатні уродженці
- Горан Влаович — хорватський футболіст.

45°15′ пн. ш. 17°23′ сх. д. / 45.250° пн. ш. 17.383° сх. д.